# Trest smrti na Filipínách

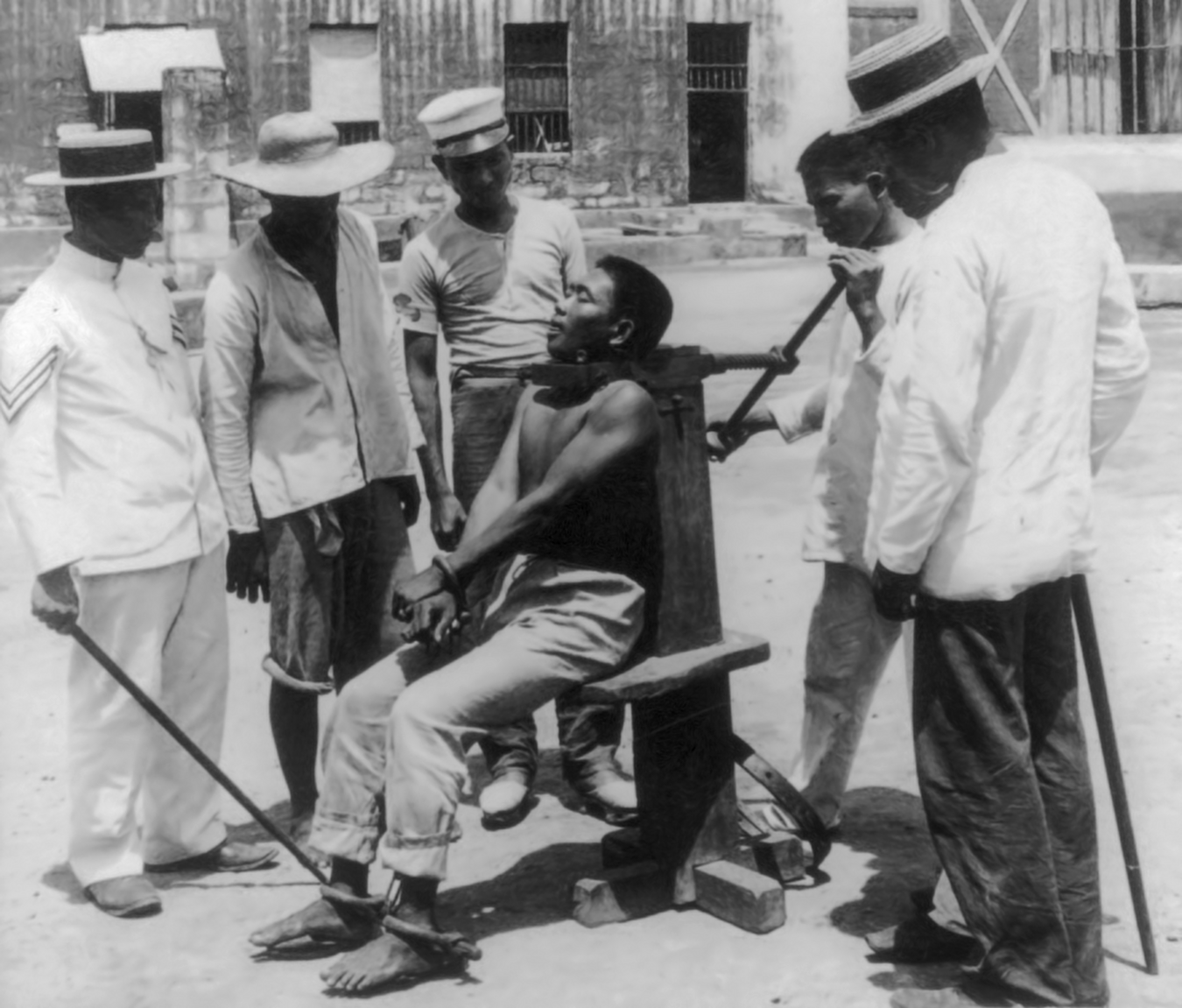
Poprava garotou ve vězení v Manile, 1901

Trest smrti na Filipínách (filipínsky Parusang Kamatayan sa Pilipinas), tedy trest smrti jako forma státem podporované represe, byl zaveden a široce praktikován španělskou vládou na Filipínách. Mnoho filipínských národních mučedníků, jako Mariano Gomez, José Burgos a Jacinto Zamora (známý také jako GomBurZa), třináct mučedníků z Cavite, třináct mučedníků z Bagumbayanu, patnáct mučedníků z Bicolu, devatenáct mučedníků z Aklanu a José Rizal bylo popraveno španělskou vládou.
Četné filipínské parky, památníky, vzdělávací instituce, silnice a místní vládní jednotky jsou pojmenovány po José Rizalovi a dalších mučednících popravených Španěly jako neustálá připomínka španělského zneužívání trestu smrti. Po popravě japonského generála Tomojukiho Jamašity v roce 1946 a formálním ustavení filipínské vlády po druhé světové válce byl trest smrti používán hlavně jako "protizločinecké" opatření během období zvýšené zločinnosti, která ovládla Filipíny a v roce 1972 vedla k vyhlášení stanného práva.
Filipíny jsou spolu s Kambodžou jedinými členskými státy Sdružení národů jihovýchodní Asie (ASEAN), které zrušily trest smrti. Stalo se tak v roce 2006.

## Historie

### Španělské a americké období
Během španělské koloniální nadvlády byly nejběžnějšími způsoby popravy zastřelení popravčí četou (zejména za zradu či vojenské zločiny) a garota. Pozoruhodným případem popravy garotou je poprava tří filipínských katolických kněží Mariana Gomeze, José Burgose a Jacinta Zamory, také známí jako Gomburza. Tato poprava je často uváděna jako příklad nespravedlnosti páchané během španělské koloniální vlády a je považována za významný bod obratu ve filipínském boji za nezávislost. Další metodou popravy bylo oběšení.
Dalším významným příkladem španělských represí je poprava filipínského nacionalistického reformátora José Rizala, který by zastřelen popravčí četou 30. prosince 1896 v parku, který nyní nese jeho jméno. Jeho poprava urychlila hnutí za nezávislost, které vedlo v roce 1898 k zisku nezávislosti na španělské koloniální vládě.
V roce 1902 filipínská komise zrušila používání garoty jako prostředku k popravě zločinců a nahradila ji popravou oběšením. V roce 1926 byla ostrovní vládou filipínských ostrovů zavedena metoda popravy elektrickým křeslem, čímž se Filipíny staly jediným dalším státem vyjma USA, který tuto metodu používal. Poslední poprava z koloniální éry se konala za generálního guvernéra Theodora Roosevelta Jr. Poprava byla vykonána v únoru 1932. Za Manuela Quezona, prvního prezidenta Filipínského společenství, neproběhla žádná poprava.

### 1946–1986
Po znovuzískání plné suverenity v červenci 1946 byly hrdelními zločiny vražda, znásilnění a zrada. Až do 25. dubna 1950, kdy byl popraven Julio Gullien za pokus o atentát na prezidenta Manuela Roxase, však k žádné popravě nedošlo. Mezi další zajímavé případy patří Marciál "Baby" Ama, který byl popraven 4. října 1961 ve věku 16 let za vraždu spáchanou ve vězení, kde si odpykával trest za lehčí zločin. Jeho příběh se stal námětem na filmovou adaptaci z roku 1976, Bityin si...Baby Ama! (Popravte Baby Amu!). Dřívější guvernér Negros Occidental Rafael Lacson a 22 jeho spojenců bylo v srpnu 1954 odsouzeno k trestu smrti a vraždu politického protivníka. Lacson však nikdy popraven nebyl.
Celkem bylo do roku 1961 na elektrickém křesle popraveno 51 lidí. Počet poprav se zvýšil během funkčního období prezidenta Ferdinanda Marcose, který sám byl v roce 1939 odsouzen k trestu smrti za vraždu politického rivala svého otce Mariana, Julia Nalundasana, ale po odvolání byl zproštěn viny. Kontroverzní trojnásobná poprava byla vykonána 17. května 1972, kdy byli popraveni Jaime José, Basilio Pineda a Edgardo Aquino za únos a skupinové znásilnění mladé herečky Maggie de la Riva, ke kterému došlo v roce 1967. Stát nařídil, aby tyto popravy byly vysílány v celostátním rozhlase.
Za Marcosova režimu se trestem smrti trestal i ilegální obchod s drogami. Dne 15. ledna 1973 byl popravčí četou za tento zločin zastřelen Lim Seng. Tato poprava byla také odvysílána celostátní televizí. Popravě byl přítomen i budoucí prezident a tehdejší náčelník filipínské policie generál Fidel V. Ramos.

#### Ústava z roku 1987
Poté, co byl Marcos v roce 1986 sesazen, nově navržená ústava z roku 1987 trest smrti zakázala, ale umožnila Kongresu, aby jej "potom" znovu zavedl za "ohavné zločiny". Filipíny se tak staly první asijskou zemí, která zrušila trest smrti. Trest smrti byl nahrazen reclusión perpetua.
Když byl na Filipínách legální trest smrti, vězni odsouzení k smrti byli drženi ve věznici New Bilibid a vězeňkyně v Nápravném ústavu pro ženy (Mandaluyong). Cela smrti pro vězně, kteří měli být zabiti elektrickým proudem, byla v budově 14 v rámci oddělení s nejvyšší ostrahou.

## Obnova trestu smrti a moratorium
Prezident Fidel V. Ramos během své kampaně slíbil, že podpoří znovuzavedení trestu smrti v reakci na zvyšující se kriminalitu. Nový zákon č. 7659 vypracovaný Ramosem, byl schválen v roce 1993 a od 31. prosince 1993 obnovil trest smrti. Tento zákon stanovil používání elektrického křesla, dokud nebylo možné použít plynovou komoru, která byla filipínskou vládou zvolena jako náhrada elektrického křesla. V roce 1996 byl přijat zákon o republice 8177, který předepisuje jako způsob popravy použití smrtící injekce.

### Zákon o republice 9346
Prezidentka Gloria Macapagal-Arroyová byla hlasitým odpůrcem trestu smrti. Schválila i moratorium na trest smrti. V roce 2006 Kongres schválil zákon o republice 9346, který prezidentka podepsala 24. června 2006 po drtivém hlasování v Kongresu, ke kterému došlo 7. června 2006, čímž byl zrušen trest smrti. Trest smrti byl nahrazen trestem odnětí svobody na doživotí a reclusion perpetua (uvěznění na dobu neurčitou, obvykle na dobu minimálně 30 let). Kritici prezidentky to nazvali politickým krokem, který měl uklidnit římskokatolickou církev, jejíž některé části čím dál hlasitěji vystupovali proti trestu smrti. Dne 15. dubna 2006 byly rozsudky 1230 vězňů v cele smrti změněny na doživotí.

### Protokol k Mezinárodnímu paktu o občanských a politických právech
V roce 2007 se Filipíny přistoupily k Druhému opčnímu protokolu k Mezinárodnímu paktu o občanských a politických právech týkajícího se zrušení trestu smrti. Opční protokol své členy zavazuje ke zrušení trestu smrti na svém území. Filipíny tento protokol podepsaly 20. září 2006. Ratifikovaly jej 20. listopadu 2007.

## Návrhy na znovuzavedení trestu smrti
Poté, co byl v únoru 2015 zatčen Australan Peter Scully za znásilňování dětí, několik filipínských žalobců požadovalo zavedení trestu smrti za násilné sexuální zločiny. Během volební kampaně v roce 2016 prezidentský kandidát a starosta Davaa Rodrigo Duterte vedl kampaň za obnovení trestu smrti na Filipínách. Duterte během kampaně teatrálně přísahal, že "zasype Manilskou zátoku těly zločinců."
Během prezidentské debaty v březnu 2016 byl Duterte se senátorkou Grace Poe jedinými kandidáty, kteří uvedli, že jsou pro částečné obnovení trestu smrti. Duterte podpořil obnovení trestu smrti oběšením pro zločince, kteří se podíleli na ilegálním obchodu s drogami a pro ty, kteří páchají "ohavné zločiny", jako je znásilnění, loupeže nebo krádeže aut, pokud je oběť zavražděna. Poe uvedla, že trest smrti by se měl vztahovat na zločince odsouzené za "drogové a mnohočetné zločiny, kde zúčastněné osoby již nemohou být rehabilitovány".
V prosinci 2016 byl na úrovni výboru pro spravedlnost ve Sněmovně reprezentantů schválen zákon o obnovení trestu smrti za určité "ohavné trestné činy". Na to reagoval komisař OSN pro lidská práva Zaíd Raád Zaíd Husajn otevřeným dopisem, ve kterém uvedl, že mezinárodní právo nedovoluje státu, který přistoupil nebo ratifikoval druhý opční protokol jeho vypovězení nebo odstoupení od něj. Komisař tvrdil, že v protokolu neexistuje "doložka o jeho vypovězení", čímž je zaručeno trvalé nezavedení trestu smrti státy, které protokol ratifikovaly.
Zákon o obnově trestu smrti byl v únoru 2017 schválen Sněmovnou reprezentantů. V průzkumu spolčenosti Pulse Asia z roku 2017 podpořilo trest smrti 67 % z 1200 respondentů. Herečka a oběť hromadného znásilnění Maggie de la Riva vyjádřila zděšení nad tím, že mezi zločiny podléhajícími trestu smrti byly zahrnuty pouze trestné činy související s drogami a že ohavné zločiny, jako je znásilnění, nebyly do navrhovaného zákona zahrnuty.
Navrhovaný zákon o obnově trestu smrti se v dubnu 2017 zastavil v Senátu, kde nezískal dostatek hlasů pro své přijetí. Po střelbě v Tarlacu v roce 2020 senátoři Ronald dela Rosa a Manny Pacquiao naléhali na zvážení obnovení trestu smrti.